# Il grido
Il grido (en italià: "El crit") és una pel·lícula dramàtica italiana en blanc i negre del 1957 dirigida per Michelangelo Antonioni i protagonitzada per Steve Cochran, Alida Valli, Betsy Blair, i Dorian Gray.. Basat en una història d'Antonioni, la pel·lícula tracta d’un home que vaga sense rumb, lluny de la seva ciutat, lluny de la dona que estimava i es torna inactiu emocionalment i socialment. Il grido va guanyar el premi Lleopard d'Or del Festival Internacional de Cinema de Locarno i el Nastro d'Argento a la millor fotografia (Gianni di Venanzo) el 1958.

## Sinopsi
L’obrer Aldo viu amb Irma, el marit del qual ha emigrat a l'estranger durant molts anys, i amb ella va tenir una filla. Quan arriba la notícia de la mort del seu marit, Aldo voldria casar-se amb ella, però confessa que ja no l'estima i que fa temps que manté una relació amb un altre home.
Incapaç de suportar el terrible cop, Aldo abandona la seva feina i el país i, acompanyat del nen, comença un passeig a la recerca d’un treball i d’una nova vida. Visita una antiga xicota, Elvia, a qui havia deixat per Irma i amb qui potser podria tornar a començar. Però la presència de la seva germana més jove i exuberant, Edera, que desperta el seu interès, l'empeny a marxar, abans de donar una nova pena a l’Elvia.
Més tard coneix a Virginia, una atractiva vídua que dirigeix una benzinera, amb qui té una atracció mútua immediata. Es relaciona un temps amb ella, però la presència de la nena impedeix que neixi una relació duradora. Després que retorni la se va filla a Irma, Aldo continua vagant i coneix una altra dona interessant, Andreina, a qui deixa tan bon punt descobreix que es dedica a la prostitució.
Després d'haver fracassat en la recerca d’un nou començament en un altre lloc, torna al país d’on va sortir, on albira Irma, serena, amb el fill que va tenir de l’altre home i s'adona que aquí no hi té lloc. Arriba a la fàbrica on treballava, ara deserta perquè hi ha una manifestació popular, puja a una torre i es llença al buit. L'únic espectador del seu tràgic gest final és Irma.

## Repartiment
- Steve Cochran - Aldo
- Alida Valli - Irma
- Betsy Blair - Elvia
- Gabriella Pallotta - Edera, la seva germana
- Dorian Gray -Virginia
- Lynn Shaw - Andreina
- Mirna Girardi - Rosina
- Pina Boldrini - Lina
- Guerrino Campanilli - Pare de Virginia
- Pietro Corvelatti - Pescador
- Lilia Landi
- Gaetano Matteucci - Promés d'Edera
- Elli Parvo -Donna Matilda[4]

## Localització
El rodatge es va dur a terme a les regions de Vènet i Emília-Romanya als municipis de Stienta, Occhiobello, Pontelagoscuro, Ravalle, Bondeno, Copparo, Porto Tolle, Porto Garibaldi i Francolino.

## Crítica
| « | Falta indicar el text de la citació. | » |

## Censura
Il grido, que es va estrenar als cinemes italians el 1957, va ser classificada per la Comissió de Revisió de Cinema del Ministeri del Patrimoni i les Activitats Culturals com a "prohibida als menors de setze anys". La comissió també va imposar els talls següents: 1) La seqüència d’Aldo i Virginia al llit seguint les línies "... per una vegada es pot ser un cavaller, fins a la seqüència en què el vell protesta pel tall de l'arbre; 2) La seqüència del venedor de pintures religioses, des de les paraules "... un bell quadre per posar a l'habitació, etc ..." fins a l'acudit "... també això és miraculós"; 3) Tota l'escena que segueix les paraules de Virginia "... en qualsevol cas, et buscaré ..." fins al començament de la seqüència en què Virginia crida "Aldo baixa perquè el menjar estaria llest ...". Document N ° 24101, contrafirmat el 8 de maig de 1957 pel ministre Brusasca.

## Premis
- 1957: Pardo d'Oro al Festival Internacional de Cinema de Locarno (Michelangelo Antonioni)[6]
- Nastri d'argento 1958: Premi a la millor fotografia (Gianni di Venanzo)[7]
- Ha estat seleccionada per la llista 100 film italiani da salvare.[8]